# Porto Potenza Picena
Porto Potenza Picena (of kortweg Porto Potenza) is een plaats (frazione) in de Italiaanse gemeente Potenza Picena, provincie Macerata, en telt ongeveer 6000 inwoners.